# Srisaket Sor Rungvisai
Srisaket Sor Rungvisai właśc. Wisaksil Wangek (ur. 8 grudnia 1986 w Si Sa Ket) – tajski bokser, były zawodowy mistrz świata wagi junior koguciej, aktualny zawodowy mistrz świata WBC wagi super piórkowej.

## Kariera zawodowa
Karierę zawodową rozpoczął 17 marca 2009. Do marca 2013 stoczył 22 walki, z których 18 wygrał, 1 zremisował i 3 przegrał. Wszystkie porażki (m.in. z Akirą Yaegashim przyszłym mistrzem WBC i WBA) poniósł w początkach kariery. Od kwietnia 2010 stoczył 17 walk wszystkie wygrywając przed czasem. W tym okresie zdobył wakujący tytuł WBC Asian Boxing Council w wadze junior koguciej, który bronił czterokrotnie.
11 maja 2013 otrzymał szansę walki o tytuł mistrza federacji WBC w wadze junior koguciej. Zmierzył się w rodzinnym Si Sa Ket z broniącym tytułu Japończykiem Yōtą Satō. Zwyciężył przez techniczny nokaut w ósmej rundzie i został nowym mistrzem świata. Tytuł mistrzowski stracił podczas pierwszej obrony 31 maja 2014 w Iztacalco, kiedy Carlos Cuadras pokonał go przez techniczną decyzję w 8. rundzie.
18 marca 2017 roku nieoczekiwanie pokonał na punkty czołowego zawodnika rankingów bez podziału na kategorie wagowe, Romána Gonzáleza (46-0, 38 KO). Sędziowie punktowali na jego korzyść w stosunku 114-112, 114-112, 113-113.
9 września 2017 roku doszło do jego rewanżowej walki z Románem Gonzálezem (46-1, 38 KO). Tym razem również okazał się  lepszy, wygrywając przed czasem w czwartej rundzie.
6 października 2018 w Pak Kret pokonał jednogłośnie na punkty 120:108 i dwukrotnie 119:109, Meksykaṅczyka Irana Diaza (14-3-3, 6 KO).